# とれたてヒーマン!
『とれたてヒーマン!』は、2007年3月までNBCラジオ佐賀で放送していた、朝の情報バラエティ番組である。
パーソナリティは、ヒーマンと徳永陽子。
2007年4月からは、「おはこんラジオ ヒーマン徳配便」に引き継ぐ形で2007年3月に終了。パーソナリティは引き続き前述の2人が担当する。

## 放送時間
- 木曜・金曜日：9:00～11:40(JST)

## コーナー
- 今日も元気でいきいきスタート（金曜日）（JA共済 提供）･･･
- 吉野ヶ里ホットライン･･･福岡・佐賀県内のエリア情報を紹介するコーナー。
- スキッピー・レポート･･･NBCラジオカー・スキッピーがエリア内の様々な場所でリポートするコーナー。
- TOYOTA DRIVING TALK（ニッポン放送 製作）
- はじめての手紙（金曜日）･･･最近誕生した赤ちゃんに両親が手紙形式で話すコーナー。
- キーワードクイズ（金曜日）･･･
- ヒーマン親分の喝・あっぱれ!･･･リスナーの活を入れたいことや誉めてあげたいことを紹介するコーナー。ヒーマン親分は、TBSの「サンデーモーニング」の1コーナー・「週間御意見番」の大沢親分のパロディ。
- 佐賀市政ガイド（金曜日）･･･
- マリトピア ブライダルインフォメーション（マリトピア 提供）･･･
- NBC50ニュース（9:50・10:50）･･･前半は全国ニュース、後半は佐賀県内のニュースを伝える。

| NBCラジオ佐賀 木曜 - 金曜9:00枠 | NBCラジオ佐賀 木曜 - 金曜9:00枠 | NBCラジオ佐賀 木曜 - 金曜9:00枠 |
| 前番組                          | 番組名                          | 次番組                          |
| ------------------------------- | ------------------------------- | ------------------------------- |
| （不明）                        | とれたてヒーマン!               | おはこんラジオ ヒーマン徳配便   |